# Rakovac (Wojwodina)
Rakovac (cyr. Раковац) – wieś w Serbii, w Wojwodinie, w okręgu południowobackim, w gminie Beočin. W 2011 roku liczyła 2248 mieszkańców.

## Atrakcje turystyczne
- XVI-wieczny monastyr prawosławny
- Stary kamieniołom Beli Majdan